# Bec d'alena comú

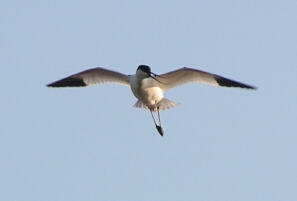
Bec d'alena en vol

El bec d'alena comú (Recurvirostra avosetta), anomenat primavera o llesna al País Valencià, és una gràcil au blanca i negra de l'ordre dels caradriformes, molt present tot l'any a les zones humides del Llevant de la Peninsula Ibèrica.

## Morfologia
- Fa 40-43 cm de llargària total.
- Palmípede.
- Plomatge gairebé completament blanc, amb bandes negres de contrast.
- El bec llarg i característicament corbat cap amunt.
- Les potes són llargues, d'un color blau grisós i amb els dits units per una membrana interdigital.

## Reproducció
Als Països Catalans, cria al delta de l'Ebre, a les salines de Santa Pola (Baix Vinalopó) i a Mallorca, on n'hi ha unes poques parelles al salobrar de Campos. Instal·la el niu, que és una petita depressió en el terreny, prop d'alguna planta, entre matolls de les riberes dels aiguamolls o al descobert, sobretot en llocs salabrosos o en salines. Nia en colònies que solen ser mixtes amb nius d'altres espècies, com ara xatracs, etc. L'època de cria abasta des del mes d'abril fins a l'agost. La posta té lloc entre la darreria d'abril i el començament de juliol i el seu volum és de 2 a 6 ous. Durant 23 dies, mascle i femella coven els ous. Els polls són nidífugs (a les 6 setmanes els pollets volen) i ja tenen grans potes.

## Alimentació
Empra el bec per a furgar al llot a la recerca de petits invertebrats (insectes aquàtics, larves i petits crustacis), sempre que les aigües no tinguin més de 20-30 cm de fondària.

## Hàbitat
Viu a les platges fangoses i descobertes, dels estuaris i dels bancs de sorra costaners.

## Distribució geogràfica
Nia al nord, al centre i a l'est d'Europa, a l'oest i al centre d'Àsia, i també a la Camarga i a l'est i al sud de la península Ibèrica, sovint en colònies. És nidificant i migrador parcial als Països Catalans (a les Balears, és estrany veure'l a l'hivern). Hiverna a Àfrica i a l'Àsia meridional.

## Costums
Els migrants arriben a la primavera, durant els mesos d'abril i maig. El pas tardorenc no és tan patent i té lloc a partir de juliol-agost, notable especialment al setembre.

## Observacions
Rep el nom de bec d'alena per la semblança del seu bec amb una eina de sabater -l'alena- que s'empra per a foradar i cosir, encara que aquesta au l'utilitza per a una altra finalitat, la de moure'l paral·lelament a la superfície de l'aigua, mitjançant la corba que fa a la punta, per atrapar les seues preses.
Va extingir-se a la Gran Bretanya a mitjans del segle xix, però hi va tornar a partir de la dècada del 1940.